# Ермин Зец
Ермин Зец (босн. Ermin Zec, нар. 18 лютого 1988, Бугойно) — боснійський футболіст, нападник клубу «Желєзнічар» (Сараєво).
Виступав, зокрема, за клуб «Генчлербірлігі», а також національну збірну Боснії і Герцеговини.

## Клубна кар'єра

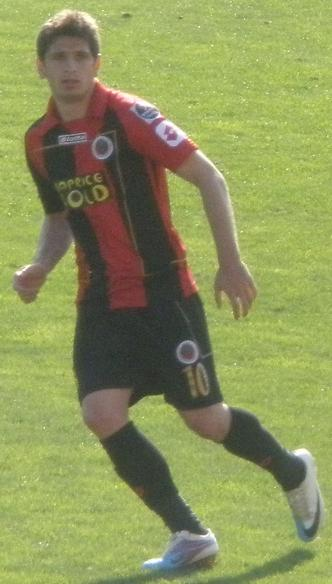
Ермин Зец під час матчу «Генчлербірлігі» у 2011 році

Ермин Зец є вихованцем клубу «Іскра» з рідного міста Бугойно, там він і почав 2006 року професійну кар'єру.
Влітку 2007 року перейшов в хорватський «Шибеник», клуб за нього заплатив 10 тисяч євро. У чемпіонаті Хорватії дебютував 21 липня 2007 року у матчі проти загребського «Динамо» (5:0). У сезоні 2008/09 став найкращим бомбардиром клубу, забивши 14 м'ячів в 27 матчах. У жовтні 2008 року з'явилася інформація, що Зецом цікавиться донецький «Шахтар». У грудні 2009 року став найкращим гравцем чемпіонату Хорватії за опитуванням капітанів команд першості і також став найкращим молодим футболістом Боснії і Герцеговини 2009 року. Також у грудні з'явилася інформація, що у Зеца не було дозволу на роботу в клубі «Шибеник».
У зимове міжсезоння 2009/10 до Зеца проявляли інтерес ряд європейських клубів: німецькі «Вердер», дортмундська «Боруссія», «Гамбург» та «Ганновер 96», французький «Парі Сен-Жермен», англійський «Портсмут», турецький «Галатасарай», голландський «ПСВ» і донецький «Шахтар», тим не менше залишився у рідному клубі.
У червні 2010 року Ермин підписав чотирирічний контракт з турецьким «Генчлербірлігі», який заплатив за гравця близько 2,2 мільйонів євро, це був один з найдорожчих трансферів в історії клубу. Він зіграв свій перший матч за турецький клуб 14 серпня 2010 року проти команди «Ескішехірспора» (0:0), а забив перший гол у турецькому клубі у жовтні 2010 року проти «Антальяспора» (2:3). Загалом же боснієць забив 19 м'ячів у 107 матчах чемпіонату за чотири сезони в «Генчлербірлігі», після чого його контракт не був продовжений наприкінці сезону 2013/14 і він покинув клуб на правах вільного агента.
У вересні 2014 року Зец повернувся до Хорватії, підписавши дворічний контракт з «Рієкою». У жовтні того ж року Зец дебютував за «Рієку» і забив свої перші два голи у матчі проти команди «Лекеніки» в Кубку Хорватії (4:2). Перший гол за «Рієку» в чемпіонаті Хорватії забив через кілька днів у матчі з «Істрою» (3-1), який так і залишився єдиним.
У січні 2015 року Зец повертається до турецької Суперліги у клуб «Баликесірспор», з яким він підписує трирічний контракт. Через кілька днів після підписання нового клубу Ермин дебютував проти команди «Акхісар Беледієспор» (2:2). У середині лютого 2015 року Зец забив перший гол за клуб проти «Галатасарая» (1:3). Проте за підсумками сезону команда зайняла 18 місце і вилетіла з Суперліги, після чого Ермин покинув клуб.
У липні 2015 року Зец як вільний гравець перейшов в азербайджанський клуб «Габала». Наприкінці липня 2015 року Зец дебютував за азербайджанців в матчі проти команди «Аполлон» (Лімассол) у кваліфікації Ліги Європи. У серпні 2015 року Зец забив свій перший гол за «Габалу» матчі проти «Кяпаза» у чемпіонаті Азербайджану. Наприкінці травня 2016 року «Габала» оголосила про те, що Зец покине клуб в липні і стане вільним агентом.
26 серпня 2016 року Зец знову повернувся в турецьку Суперлігу, поставивши підпис на однорічний контракт клубом «Карабюкспор», зігравши за час дії угоди лише 20 матчів у чемпіонаті і в кінці сезону покинув клуб.
25 серпня 2017 року приєднався до клубу Першої ліги Туреччини «Газіантеп ББ». 10 серпня 2018 стало відомо, що Зец покинув «Газіантеп».
21 січня 2019 року підписав контракт з клубом боснійської Прем'єр-ліги «Желєзнічар». Дебютним голом за нову команду відзначився 3 березня 2019 року в переможному (2:1) домашньому поєдинку чемпіонату проти «Младості» (Добой). 18 червня 2019 року продовжив контракт із «Желєзнічаром» ще на три роки, за яким повинен був залишитися в клубі щонайменше до червня 2022 року. 24 серпня 2020 року підтвердили інформацію, що він разом із п’ятьма іншими гравцями «Желєзнічар» здали позитивний результат на COVID-19 під час пандемії в Боснії та Герцеговині. Але вже чотири дні по тому, 28 серпня здав негативний тест на вірус

## Виступи за збірні
Протягом 2007—2009 років залучався до складу молодіжної збірної Боснії і Герцеговини. На молодіжному рівні зіграв у 5 офіційних матчах.
19 листопада 2008 року дебютував в офіційних іграх у складі національної збірної Боснії і Герцеговини за тренера Мирослава Блажевича в матчі проти Словенії (3:4), Зец вийшов на 77-й хвилині замість Джемала Берберовича. Перший гол за збірну забив у товариському матчі зі Швецією (2:4) 29 травня 2010 року. Загалом провів за національну команду 10 матчів, в яких відзначився 1 голом. Востаннє футболку збірної одягав у вересні 2015 року на матч кваліфікації чемпіонату Європи 2016 проти Андорри.

## Особисте життя
Молодший брат Ермина, Асим Зец, також професіональний футболіст, виступав за сараєвський «Желєзнічар».

## Статистика виступів

### Статистика клубних виступів
Станом на 27 листопада 2021
| Клуб              | Сезон             | Ліга                              | Ліга  | Ліга | Кубок | Кубок | Континентальні | Континентальні | Загалом | Загалом |
| Клуб              | Сезон             | Дивізіон                          | Матчі | Голи | Матчі | Голи  | Матчі          | Голи           | Матчі   | Голи    |
| ----------------- | ----------------- | --------------------------------- | ----- | ---- | ----- | ----- | -------------- | -------------- | ------- | ------- |
| «Шибеник»         | 2007–08           | 1 ХФЛ                             | 30    | 7    | 0     | 0     | –              | –              | 30      | 7       |
| «Шибеник»         | 2008–09           | 1 ХФЛ                             | 27    | 14   | 0     | 0     | –              | –              | 27      | 14      |
| «Шибеник»         | 2009–10           | 1 ХФЛ                             | 22    | 11   | 6     | 4     | –              | –              | 28      | 15      |
| «Шибеник»         | Загалом           | Загалом                           | 79    | 32   | 6     | 4     | –              | –              | 85      | 36      |
| «Генчлербірлігі»  | 2010–11           | Суперліга                         | 24    | 4    | 8     | 4     | –              | –              | 32      | 8       |
| «Генчлербірлігі»  | 2011–12           | Суперліга                         | 27    | 3    | 1     | 0     | –              | –              | 28      | 3       |
| «Генчлербірлігі»  | 2012–13           | Суперліга                         | 29    | 6    | 1     | 0     | –              | –              | 30      | 6       |
| «Генчлербірлігі»  | 2013–14           | Суперліга                         | 27    | 6    | 1     | 0     | –              | –              | 28      | 6       |
| «Генчлербірлігі»  | Загалом           | Загалом                           | 107   | 19   | 11    | 4     | –              | –              | 118     | 23      |
| «Рієка»           | 2014–15           | 1 ХФЛ                             | 3     | 1    | 2     | 2     | –              | –              | 5       | 3       |
| «Балікасірспор»   | 2014–15           | Суперліга                         | 16    | 7    | 0     | 0     | –              | –              | 16      | 7       |
| «Габала»          | 2015–16           | Прем'єр-ліга Азербайджану         | 23    | 7    | 4     | 3     | 9              | 0              | 36      | 10      |
| Карабюкспор       | 2016–17           | Суперліга                         | 20    | 6    | 4     | 3     | –              | –              | 24      | 9       |
| «Газіантеп»       | 2017–18           | Перша ліга Туреччини              | 13    | 1    | 1     | 0     | –              | –              | 14      | 1       |
| «Желєзнічар»      | 2018–19           | Прем'єр-ліга Боснії і Герцеговини | 6     | 4    | –     | –     | –              | –              | 6       | 4       |
| «Желєзнічар»      | 2019–20           | Прем'єр-ліга Боснії і Герцеговини | 11    | 1    | 0     | 0     | –              | –              | 11      | 1       |
| «Желєзнічар»      | 2020–21           | Прем'єр-ліга Боснії і Герцеговини | 18    | 5    | 1     | 0     | 0              | 0              | 19      | 5       |
| «Желєзнічар»      | 2021–22           | Прем'єр-ліга Боснії і Герцеговини | 6     | 0    | 2     | 1     | –              | –              | 8       | 1       |
| «Желєзнічар»      | Загалом           | Загалом                           | 41    | 10   | 3     | 1     | 0              | 0              | 44      | 11      |
| Усього за кар'єру | Усього за кар'єру | Усього за кар'єру                 | 302   | 83   | 31    | 17    | 9              | 0              | 342     | 100     |

### Статистика виступів за збірну

#### По роках
Станом на 6 вересня 2015.
| Національна збірна   | Рік     | Матчі | Голи |
| -------------------- | ------- | ----- | ---- |
| Боснія і Герцеговина |         |       |      |
| 2008                 | 1       | 0     |      |
| 2009                 | 0       | 0     |      |
| 2010                 | 6       | 1     |      |
| 2011                 | 2       | 0     |      |
| 2012                 | 0       | 0     |      |
| 2013                 | 0       | 0     |      |
| 2014                 | 0       | 0     |      |
| 2015                 | 1       | 0     |      |
| Загалом              | Загалом | 10    | 1    |

#### По матчах
| Дата       | Місто              | Господарі            | Результат | Гості                | Турнір            | Голи | Примітки |
| ---------- | ------------------ | -------------------- | --------- | -------------------- | ----------------- | ---- | -------- |
| 19-11-2008 | Марибор            | Словенія             | 3 – 4     | Боснія і Герцеговина | товариський матч  | -    | 77'      |
| 3-3-2010   | Сараєво            | Боснія і Герцеговина | 2 – 1     | Гана                 | товариський матч  | -    | 79'      |
| 29-5-2010  | Стокгольм          | Швеція               | 4 – 2     | Боснія і Герцеговина | товариський матч  | 1    | 81'      |
| 3-6-2010   | Франкфурт-на-Майні | Німеччина            | 3 – 1     | Боснія і Герцеговина | товариський матч  | -    | 75'      |
| 10-8-2010  | Сараєво            | Боснія і Герцеговина | 1 – 1     | Катар                | товариський матч  | -    | 71'      |
| 3-9-2010   | Люксембург         | Люксембург           | 0 – 3     | Боснія і Герцеговина | Відбір до ЧЄ 2012 | -    | 78'      |
| 7-9-2010   | Сараєво            | Боснія і Герцеговина | 0 – 2     | Франція              | Відбір до ЧЄ 2012 | -    | 74'      |
| 10-8-2011  | Сараєво            | Боснія і Герцеговина | 0 – 0     | Греція               | товариський матч  | -    |          |
| 6-9-2011   | Зениця             | Боснія і Герцеговина | 1 – 0     | Білорусь             | Відбір до ЧЄ 2012 | -    | 64'      |
| 6-9-2015   | Зениця             | Боснія і Герцеговина | 3 – 0     | Андорра              | Відбір до ЧЄ 2016 | -    |          |
| Усього     |                    | Матчів               | 10        |                      | Голів             | 1    |          |

## Досягнення
«Рієка»
- Суперкубок Хорватії
  -  Володар (1): 2014

### Індивідуальні
- Найкращий гравець сезону Першої ліги Хорватії: 2008/09[29]